# Johan Wilhelm Ankar
Johan Wilhelm Ankar, född 9 september 1759 i Frankfurt an der Oder, död 17 juni 1816 i Jakob och Johannes församling, Stockholms stad, var en svensk violinist i Kungliga Hovkapellet.

## Biografi
Johan Wilhelm Ankar föddes 9 september 1759 i Frankfurt an der Oder. Ankar, som ska ha varit oäkta son till Jacob Johan Anckarström den äldre anställdes i Hovkapellet 1778 och sade upp sig därifrån i juni 1792 efter mordet på Gustav III.